# Chi Ceti
Désignations
Désignations
Chi Ceti (en abrégé χ Cet) est une étoile double de la constellation équatoriale de la Baleine, située à un demi-degré au sud-ouest de Zeta Ceti. Sa composante la plus brillante, désignée Chi Ceti A ou HD 11171, est une étoile de type F et elle est visible à l'œil nu avec une magnitude apparente de 4,66. Sa composante secondaire, désignée Chi Ceti B ou HD 11131, est une naine jaune de magnitude 6,75.

## Environnement stellaire
Les deux étoiles de Chi Ceti apparaissent partager un mouvement propre commun et elles sont toutes les deux situées à une distance semblable. Chi Ceti A présente une parallaxe annuelle de 43,13 mas telle que mesurée par le satellite Hipparcos, ce qui indique qu'elle est distante de ∼ 75,6 a.l. (∼ 23,2 pc). La parallaxe de Chi Ceti B est moins bien contrainte, mais elle apparaît être distante d'environ ∼ 74 a.l. (∼ 22,7 pc) de la Terre.
Les deux étoiles sont membres du courant de la Grande Ourse. Il s'agit d'un groupe d'étoiles qui partagent un mouvement commun à travers l'espace et une origine commune,.

## Chi Ceti A
L'étoile primaire, désignée Chi Ceti A ou HD 11171, est une étoile jaune-blanc de la séquence principale de type spectral F0 V. Elle a également été classée comme une géante de type F3 III. Sa masse est 36 % supérieure à celle du Soleil et elle est 5,6 fois plus lumineuse que le Soleil. Sa température de surface est de 6 746 K.
L'étoile présente un excès d'émission dans l'infrarouge à une longueur d'onde de 70 μm, ce qui indique qu'elle pourrait héberger un disque de débris en orbite.

## Chi Ceti B
L'étoile secondaire, désignée Chi Ceti B  ou HD 11131, est une naine jaune de type spectral G3 V. Il s'agit d'une étoile variable de type BY Draconis dont la magnitude varie avec une période de 8,92 jours et qui possède également la désignation de EZ Ceti. Sa température de surface est de 5 804 K.